# Enrique Ostalé
Enrique Ostalé Cambiaso (Viña del Mar, 27 de julio de 1960) es un ingeniero comercial, empresario, académico y consultor chileno, actualmente es presidente del directorio del grupo chileno Falabella.
Fue vicepresidente ejecutivo regional para América Latina, Reino Unido y África de la compañía supermercadista estadounidense Walmart.

## Biografía
Se formó como ingeniero comercial en la Universidad Adolfo Ibáñez (UAI) y, posteriormente, viajó al Reino Unido para cursar un master en ciencias de la contabilidad y las finanzas en la Escuela de Economía y Ciencia Política de Londres.
Se vinculó a la supermercadista de la familia Ibáñez, Distribución y Servicio (D&S), en el año 1989, momento en el que inició una carrera que le permitió progresivamente ir escalando posiciones en la corporación.
En los años 1990 ocupó el cargo de gerente general de megamercados Líder, tocándole comandar la gran expansión que tuvo la empresa al desarrollar el formato de hipermercado. En paralelo fue adquiriendo responsabilidades corporativas en materia financiera, destacándose de su gestión la apertura a la bolsa local y también a la de Nueva York.
Tras dejar la firma, en diciembre de 1999, siguió vinculado al mundo de las ventas minoristas. Así, realizó asesorías a la chilena Falabella en la creación de los supermercados Tottus, en Perú, y fue director de su filial CMR.
Entre los años 2000 y 2001 se desempeñó como gerente general de emol, el truncado megaproyecto de Internet del diario local El Mercurio. La iniciativa consideraba originalmente un vasto holding, con intereses en el negocio de la venta de propiedades y automóviles, entre varios otros. Sin embargo, la crisis del sector de 1997-2001 terminó por hacer naufragar el proyecto, el cual quedó reducido a un sitio web básicamente de noticias. 
A fines de 2001 pasó a la UAI, entidad en la que asumió el decanato de su Escuela de Negocios. Dejó esta responsabilidad en 2006, cuando le fue propuesto volver a D&S en calidad de gerente general, aunque desde el primer trimestre de 2005 Ostalé había ocupado el cargo de director en compañías ligadas a la familia Ibáñez, entre ellas D&S. De su periodo al frente de D&S destaca el rechazo por parte del Tribunal de Defensa de la Libre Competencia a su solicitud de fusión con Falabella, verificado en enero de 2008. Ocupaba la gerencia general cuando la estadounidense Walmart anunció un acuerdo con la familia Ibáñez para tomar el control de la compañía, a fines de 2008. Conservó este puesto tras la materialización de la operación, a comienzos de 2009.
A inicios de 2013, fue nombrado director ejecutivo de Walmart América Latina, cargo que asumió el 1 de marzo. El 1 de enero de 2014 asumió como presidente y director general de Walmart de México y Centroamérica (Walmex) y en abril de 2017 asume su actual cargo de vicepresidente ejecutivo para Reino Unido, América Latina y África de Walmart International.